# Otto I av Burgund
Otto I av Burgund, född 1170, död 1200, var regerande pfalzgreve av Burgund från 1190 till 1200.